# 0-0-1-3
0-0-1-3 es un programa de prevención del abuso de alcohol desarrollado en 2004 en la Base de la Fuerza Aérea Francis E. Warren basado en una investigación del Instituto Nacional sobre Abuso de Alcohol y Alcoholismo sobre el consumo excesivo de alcohol en estudiantes universitarios.  Este programa fue una colaboración dirigida por comandos entre líderes de unidad, agencias de base y personal de base que utilizó un enfoque de tres niveles: (1) identificar y ayudar a los bebedores de alto riesgo; (2) Desarrollar una cultura de base que apoye comportamientos seguros y responsables, incluidas opciones recreativas; y (3) asociarse con la comunidad en general para promover la prevención del alcohol.

## Etimología
0-0-1-3 significa: 

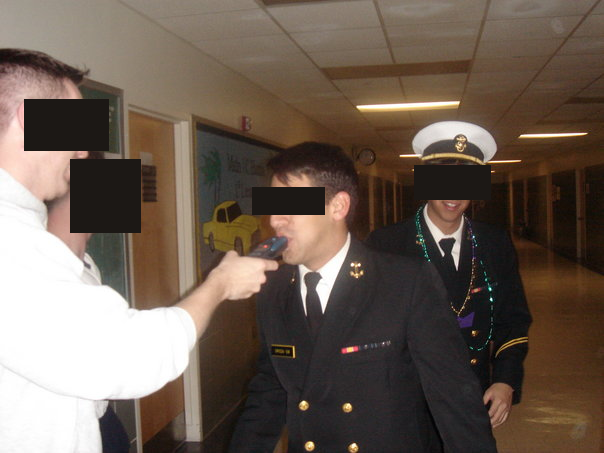
Un guardiamarina es sometido a una prueba aleatoria de alcoholemia

- 0 delitos de consumo de alcohol por menores de edad
- 0 incidentes de conducción bajo los efectos del alcohol (DUI)
- 1 trago por hora
- 3 bebidas por noche

Los dos primeros números reflejan el significado de la ley. Una bebida por hora es aproximadamente la cantidad que el cuerpo puede metabolizar. Se seleccionó como objetivo tres tragos por noche por debajo de las cantidades reconocidas por la NIAAA como consumo excesivo de alcohol (4 tragos para mujeres, 5 tragos para hombres). Tanto en investigaciones nacionales como en FE Warren, las tasas de lesiones, agresiones, comportamiento criminal y otros problemas aumentan dramáticamente con el consumo excesivo de alcohol.

## Enfoque de tres niveles
El primer nivel incluía la evaluación de todo el personal para detectar atracones de alcohol utilizando una medida como la Prueba de Identificación de Trastornos por Consumo de Alcohol (AUDIT). A las personas identificadas como posiblemente en riesgo se les ofreció una consulta de detección de alcohol con el programa de Prevención y Tratamiento del Abuso de Alcohol y Drogas (ADAPT).  De acuerdo con la política de la Fuerza Aérea  todos los miembros en servicio activo que tuvieron incidentes de mala conducta relacionados con el alcohol también fueron remitidos para evaluación. Según los resultados de la evaluación, los individuos recibieron intervenciones de mejora educativa y motivacional o, si se encontraba que tenían un trastorno por uso de sustancias, ingresaron a un programa de tratamiento.
El segundo nivel incluía educación a nivel de prevención primaria para todo el personal sobre el consumo de alcohol de bajo riesgo, los peligros del consumo excesivo de alcohol y las enfermedades, una campaña mediática de normas sociales dirigida y probada de forma piloto para grupos de adultos jóvenes y adultos mayores, el desarrollo y la promoción de opciones recreativas alternativas, y uso de consecuencias disciplinarias y legales, entre otras acciones. Esto incluyó el desarrollo del nombre 0-0-1-3 como eslogan y guía para el consumo de alcohol de bajo riesgo. En el desarrollo y ejecución de estas acciones participó personal del rango de edad con mayor riesgo de consumo excesivo de alcohol, entre 18 y 25 años.

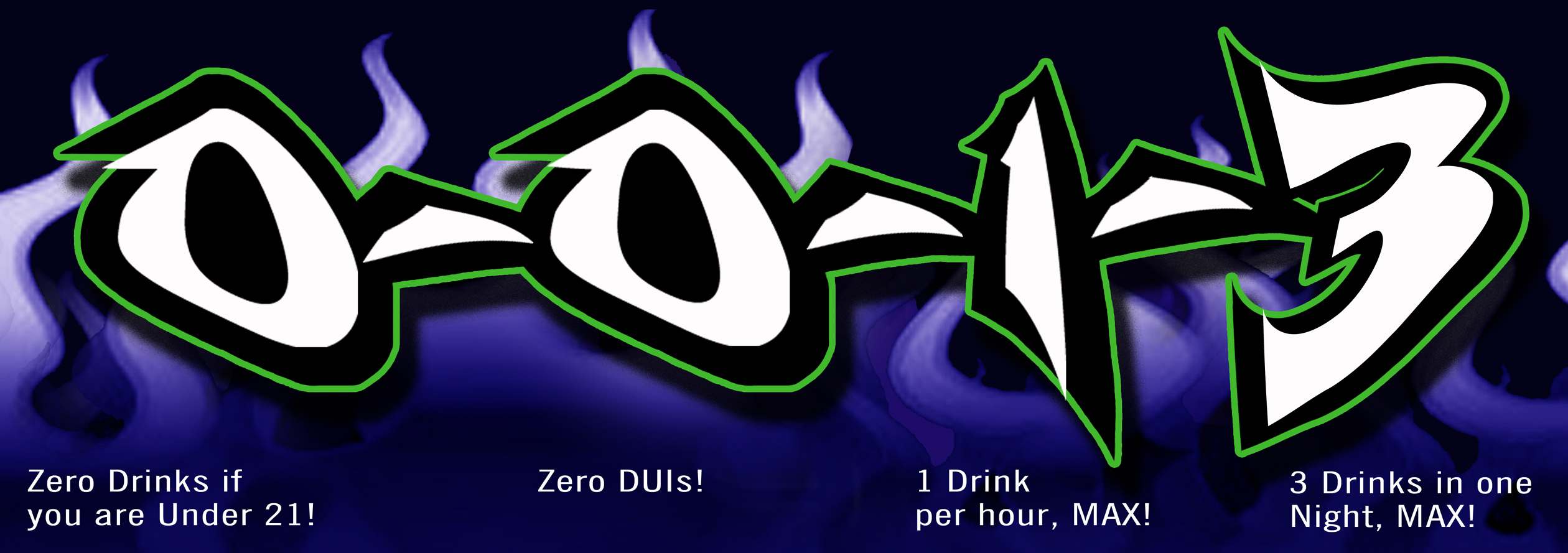
Phase-1 info 0013explain

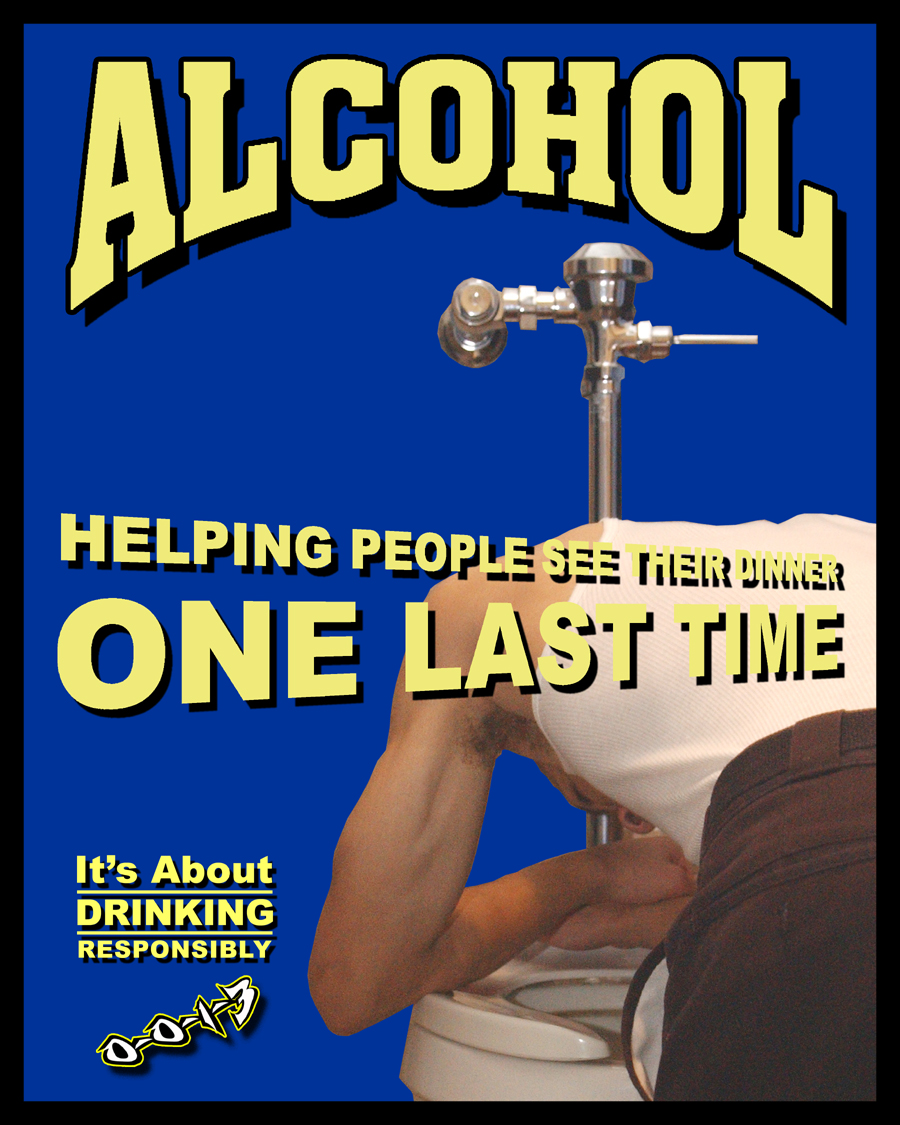
(BLUE) Puke

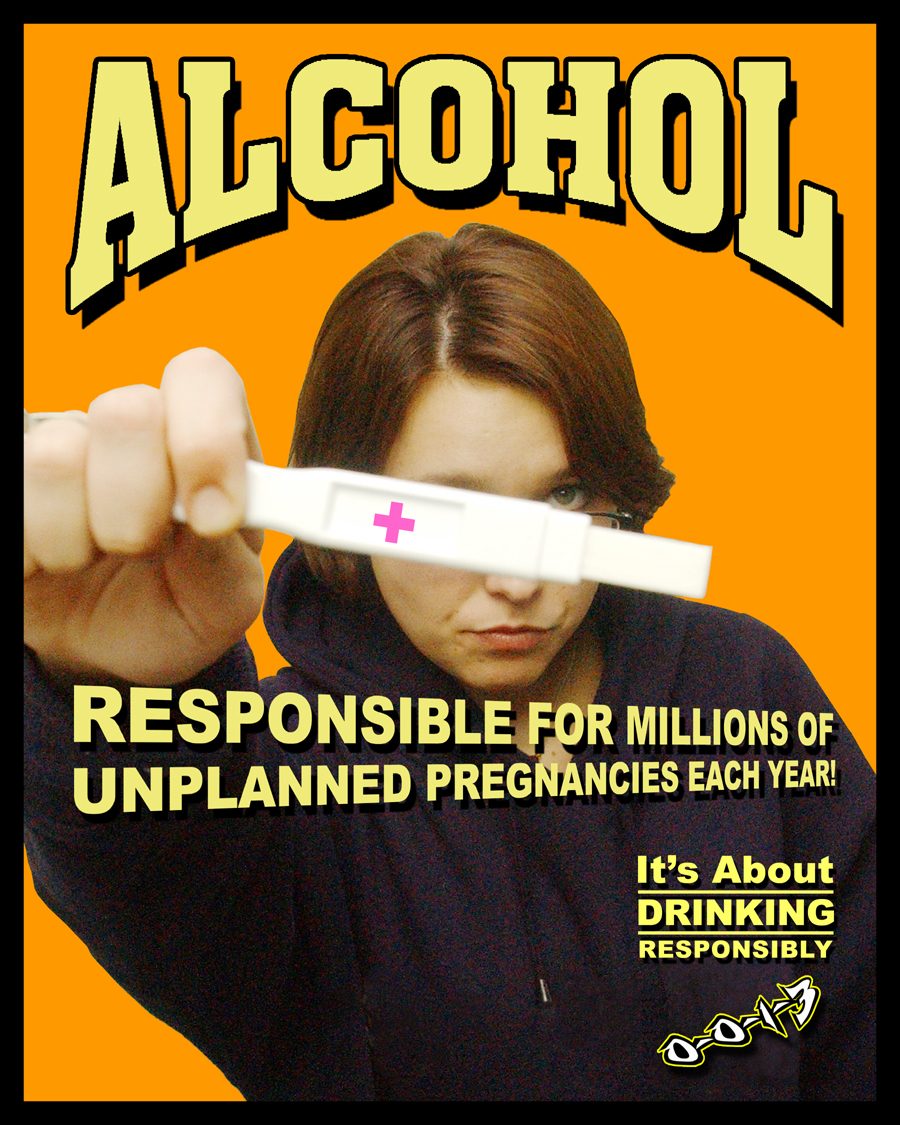
(ORANGE) Pregnancy

El tercer nivel incluyó la asociación con el Consejo del Gobernador de Wyoming sobre conducción bajo los efectos del alcohol  y el Consejo Asesor para el Programa de Aplicación de las Leyes sobre el consumo de alcohol en menores,  así como con las autoridades locales, la Cámara de Comercio y otros para promover la responsabilidad y la seguridad. con respecto a la venta, servicio y uso de bebidas alcohólicas.

## Resultados iniciales
Las métricas recopiladas en 2005 mostraron una "disminución del 74% en incidentes relacionados con el alcohol, como infracciones de tránsito, ebriedad en público, violencia doméstica, agresión sexual, robos y otras infracciones. La base también informó un 81% menos de casos de consumo de alcohol por menores y un 45% menos". arrestos por conducir en estado de ebriedad".  Muchas otras bases militares adoptaron elementos del programa, incluidas pruebas financiadas con subvenciones en cinco bases.       El programa sirvió como modelo para el programa Cultura de Elecciones Responsables (CoRC) de la Fuerza Aérea.
La alta administración de la Academia Naval de los Estados Unidos también implementó un programa 0-0-1-3 en respuesta a una serie de incidentes relacionados con el alcohol que generaron una gran cantidad de publicidad negativa durante el año escolar 2005-2006. Su objetivo principal es "promover el consumo responsable de alcohol" dentro de la brigada de guardiamarinas .
Aunque la mayoría de los profesionales de la salud recomiendan limitar el consumo de alcohol a 2-4 tragos por día para los hombres, la tapa de tres tragos es la que más ha contribuido a su enorme impopularidad entre la brigada, ya que está diseñada para garantizar que ningún guardiamarina pueda alcanzar un nivel de alcohol en sangre. nivel de contenido (BAC) por encima del límite de conducción legal de Maryland de 0,08 (incluso cuando no se conduce ni se utiliza maquinaria).

## Aplicación
Si bien los altos directivos de la Academia Naval insisten en que 0-0-1-3 es sólo una pauta para el consumo responsable de alcohol, su aplicación implica pruebas de alcoholemia obligatorias y aleatorias para todos los guardiamarinas, independientemente de su edad o rango.    Aquellos que se encuentran en una "violación" de 0-0-1-3 (evidenciado por tener un BAC superior a 0,08) se registran como problemas de abuso de alcohol, y los reincidentes están sujetos a infracciones administrativas graves, que pueden incluir la expulsión. Por el contrario, ni la Academia Militar de EE. UU. ( West Point ) ni la Academia de la Fuerza Aérea de EE. UU. realizan alcoholímetros al azar ni castigan a los estudiantes simplemente por soplar por encima de un BAC concreto cuando no conducen un vehículo motorizado. 